# Ana (1982)
Ana ist ein Dokudrama des portugiesischen Regisseur-Paares Margarida Cordeiro und António Reis aus dem Jahr 1982.
Nach Trás-os-Montes (1976) kehrte das Regisseur-Paar mit Ana zurück in die archaische Landschaft von Trás-os-Montes (in der ehemaligen Region Trás-os-Montes e Alto Douro). In diesem ethnographischen Film werden Gedichte von Rainer Maria Rilke rezitiert, die die poetischen Bilder einrahmen.

## Handlung
Ana, eine alte Frau, lebt in ihrem abgelegenen Dorf. Ihr Sohn lebt und arbeitet als Anthropologe in der Stadt und besucht seine Mutter regelmäßig mit seinen beiden Kindern.
In der von Ruhe und Licht bestimmten, mal winterlich-rauen und mal sommerlich-heißen Landschaft, verbringen die drei Generationen harmonische Momente mit überlieferten Traditionen und Legenden, in Einklang mit Natur und kleinbäuerlicher Arbeit zuhause, auf den Feldern und mit den Nutztieren. Dann wird Ana krank und stirbt schließlich, im Kreise von Tochter, Sohn und Enkelkindern, den ihr nachfolgenden Generationen.

## Rezeption

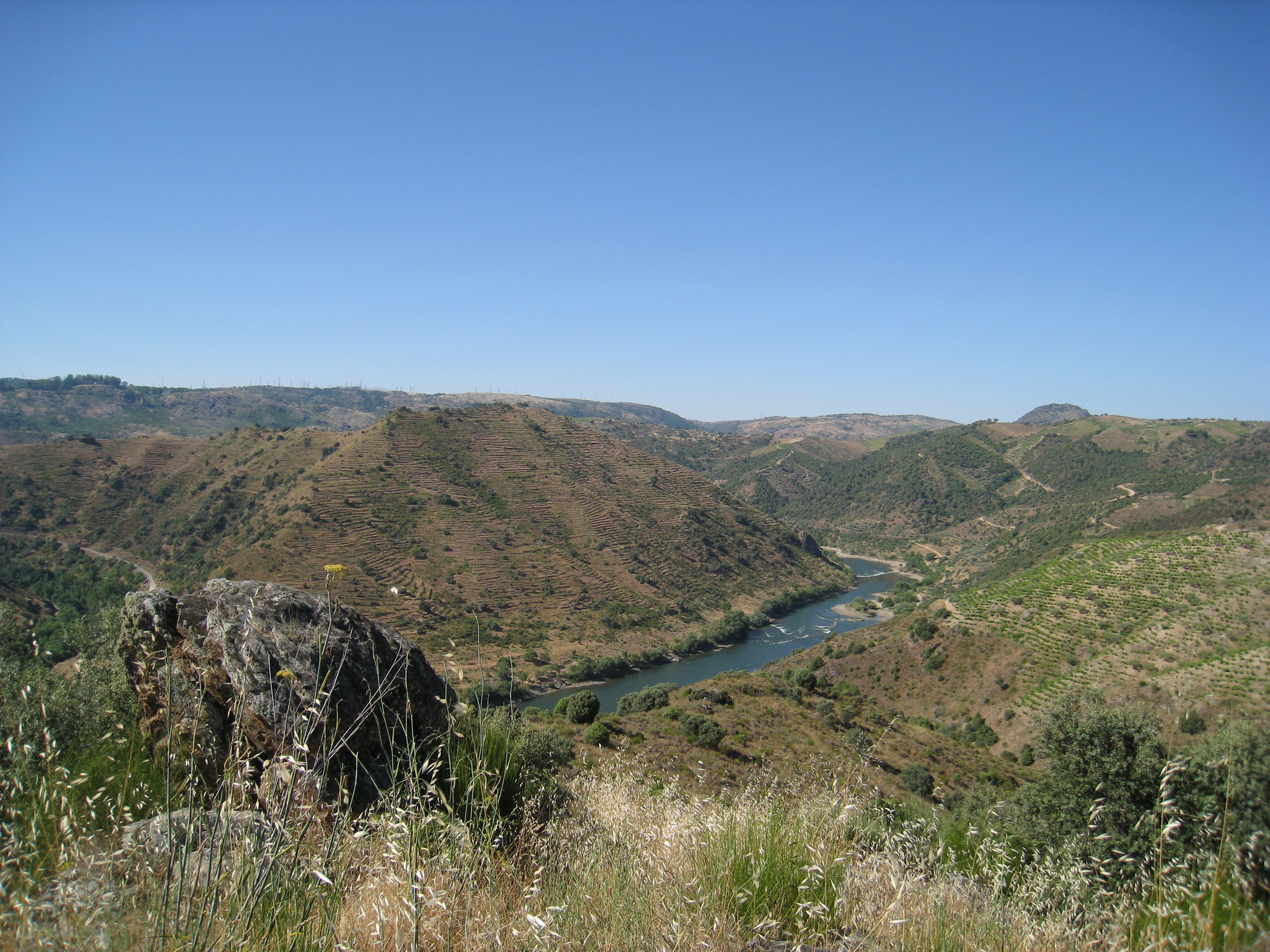
Landschaft bei Bemposta: der Film wurde in der Region um die Talsperre Bemposta und die Landkreise Miranda do Douro, Bragança und Mogadouro gedreht.

Der Film feierte seine internationale Premiere am 6. September 1982 bei den Internationalen Filmfestspielen von Venedig und in Portugal am 15. September 1982 beim 11. Filmfestival im Seebad Figueira da Foz. Er lief danach auf weiteren internationalen Filmfestivals, darunter die Berlinale 1983 und die Semana Internacional de Cine de Valladolid im Oktober 1982. Er erhielt dabei auch Auszeichnungen, insbesondere die Goldene Ähre als bester Film in Valladolid.
Am 8. Juni 1983 kam er in Frankreich in die Kinos, in Portugal erst am 5. Juni 1985.
Die Kritik lobte den poetischen Film und hob die Aufnahmen der archaischen, fesselnden Landschaft hervor, hinter der die einfache Handlung zurück tritt und ihr einen tiefergehenden emotionalen Rahmen gibt.

„Eine von Ruhe und Anmut geprägte Meditation über Leben und Tod, Jugend und Alter und die Liebe zur Natur. Der poesievolle, gleichermaßen melancholisch-traurig wie erhellend wirkende Film vermittelt auf faszinierende Weise ein Gefühl von unverrückbarer Zeitlosigkeit.“

Ana war der portugiesische Kandidat für den besten fremdsprachigen Film zur Oscarverleihung 1986, gelangte bei der folgenden 58. Oscarverleihung jedoch nicht zur Nominierung.